# Dekomunizace Ukrajiny
Dekomunizace Ukrajiny (ukrajinsky декомунізація в Україні) započala částečně již po rozpadu Sovětského svazu a získání nezávislosti v roce 1991, kdy převážně města ze západní části Ukrajiny se zbavovala pomníků či názvu ulic po komunistických vůdcích. Tlak na vypořádání se s komunistickou minulostí zesílil při Euromajdanu, když odpůrci tehdejšího prezidenta Janukovyče při demonstraci povalili sochu Lenina v centru Kyjeva.
Dne 9. dubna 2015 ukrajinský parlament schválil čtyři Zákony o dekomunizaci Ukrajiny. V zákonech jsou odsouzeny totalitní praktiky komunistického režimu a zákaz propagace komunismu či komunistických vůdců; zpřístupněny veřejnosti archívy sovětských tajných služeb; uznání příslušníků UPA i jiných bojovníků proti totalitnímu komunistickému režimu za bojovníky za svobodu a nezávislost Ukrajiny.
16. prosince 2015 Okresní správní soud v Kyjevě vyhověl žalobě Ministerstva spravedlnosti Ukrajiny proti Komunistické straně Ukrajiny o zákazu její činnosti z důvodu, že komunisté usilují o násilnou změnu ústavního pořádku státu, propagují válku a násilí, podněcuji etnické spory a útočí na lidská práva a svobody. Za účasti nejvyššího představitele pro lidská práva Parlamentu Ukrajiny byl Komunistické straně Ukrajiny vydán soudní zákaz činnosti na území státu.

## Vývoj dekomunizace
Proces dekomunizace ve společenském životě započal dekomunizací ve sféře vzdělávání a výchovy. Ze školských osnov byly vyjmuty předměty, které oslavovaly komunistickou ideologii, historii Komunistické strany atd. Ve státních podnicích a ve vojenských základnách byly zrušeny tzn. „Leninské místnosti“ (místnosti s komunistickou literaturou, památníky Lenina a dalšími komunistickými symboly, určené ke komunistické výchově pracovníků a vojáků); dále byly demontovány sochy Lenina a dalších představitelů komunistů.
Jedním z prvních památníků komunistického režimu zbořeného na Ukrajině byl památník Velké říjnové socialistické revoluce v Kyjevě. Demolice se konala v souladu s rozhodnutím Kyjevské radnice v září 1991.
Během Revoluce důstojnosti 8. prosince 2013 byl v Kyjevě stržen památník Lenina. Toto způsobilo řetězovou reakci – začal tzn. Leninopád, při němž lidé z celé země masově bořili památníky Lenina, sovětských představitelů a s komunistickou symbolikou. Dne 17. března 2016 byla v Záporoží odstraněna největší Leninova socha na Ukrajině. Práce na demontáži pomníku trvaly více než 24 hodin, jelikož stavební dokumentace k soše se nachází v Moskvě.
Dne 15. prosince 2016 byl v Kyjevě v rámci probíhající dekomunizace přejmenován bulvár Ivana Lepseho (sovětský komunistický revolucionář) na počest prvního českého prezidenta Václava Havla. Přejmenování asi 5 km dlouhé ulice na bulvár Václava Havla podpořili i občané v petici, jejímž autorem je Zorjan Kis. Slavnostní události, na níž byla odhalena pamětní deska s podobiznou Václava Havla, se zúčastnili i český ministr kultury Daniel Herman, poslanci ukrajinského parlamentu, kyjevští zastupitelé či předseda ukrajinského Ústavu paměti národa Volodymyr Vjatrovyč.
Dne 24. ledna 2019 byla v Kyjevě odstraněna socha ruského vojevůdce Alexandra Suvorova, umístěná před místní vojenskou akademií.

## Odůvodnění
Historik Volodymyr Vjatrovyč, předseda ukrajinského Ústavu paměti národa (ukrajinsky Український інститут національної пам'яті), se domnívá, že chybějící politika dekomunizace na Ukrajině po vyhlášení nezávislosti na SSSR byla jednou z příčin, které dovedly Janukovyče k moci ve spolupráci s komunisty. Uctívači sovětských hodnot (a ne etničtí Rusové či ruskojazyční Ukrajinci, o čemž hovoří ruská propaganda) jsou v současné době hlavní rezervou teroristických skupin, tzn. DLR a LLR. Proto je dnešní otázka dekomunizace Ukrajiny nejen společenským úkolem, ale jedná se i o bezpečnost státu.

## Výsledky dekomunizace
Ukrajinský Ústav paměti národa 27. prosince 2016 zveřejnil zprávu, v níž uvedl výsledky probíhající dekomunizace země za rok 2016. V průběhu roku 2016 bylo přejmenováno 25 okresů, 51 493 ulic, 987 měst a obcí, které nesly název propagující komunismus či komunistické vůdce. Dále bylo odstraněno 1320 památníků V. I. Lenina a dalších 1069 soch komunistických vůdců či soch s komunistickou symbolikou.
Poslední památník V. I. Lenina na území Ukrajiny pod správou ukrajinské vlády byl odstraněn 9. října 2016 ve městě Novhorod-Siverskyj. V částech Luhanské a Doněcké oblasti, které jsou od roku 2014 pod nadvládou separatistů, dekomunizace neprobíhá. Na poloostrově Krym bylo po jeho anexi Ruskou federací umístěno v roce 2015 nové sousoší spojeneckých vůdců druhé světové války Stalina, Churchilla a Roosevelta.
Dodnes (2022) nebyly přejmenovány Dněpropetrovská (Sičeslavská) a Kirovohradská (Kropyvnycká) oblast, k přejmenování oblastí je nutné změnit ústavu. Hlavní města těchto oblastí jsou již od roku 2016 přejmenována.